# Jazz in den Vereinigten Staaten
Der Jazz ist eine bedeutende Musikgattung, die in den Vereinigten Staaten entstanden ist. Nach Billy Taylor (und Wynton Marsalis) kann sie als die „klassische Musik Amerikas“ gelten. Daher wird hier die besondere Entwicklung des Jazz im Mutterland behandelt, die von seiner Rezeption, aber auch den Arbeitsbedingungen für die Jazzmusiker in den USA nicht zu trennen ist.

## Wurzeln

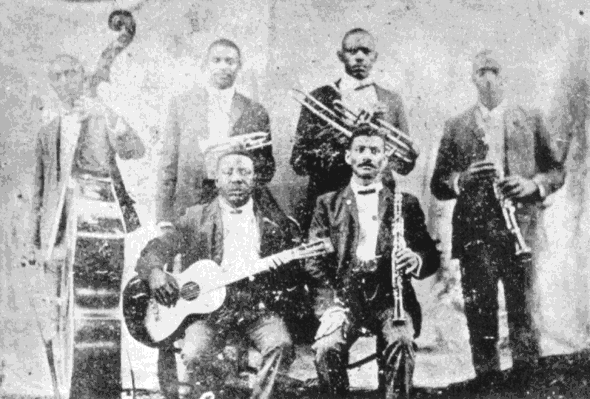
Buddy Boldens Jazzband um 1900

Die Wurzeln des Jazz liegen zum einen im Blues und in den Worksongs, Spirituals und Gospels der afroamerikanischen Sklavenarbeiter in den Südstaaten der USA, zum anderen in den verschiedenen Volksmusiken der europäischen Einwanderer, darunter Tanzmusik und Marschmusik. Aus europäischen Musikstilen und afroamerikanischen Rhythmen hatte sich der Ragtime entwickelt, der neben dem Blues der direkte Vorgänger des Jazz ist. Der Blues hatte während der gesamten Entwicklung bis heute permanenten Einfluss auf den Jazz wie auch auf andere Musikstile, die im Laufe der Zeit neben dem Jazz entstanden sind. Zwischen 1890 und 1915 war der Ragtime die beliebteste Musik in Amerika.
Aus dem Ragtime und dem Blues entstand nach 1900 in der kreolischen Kultur von Louisiana der New Orleans Jazz. Der erste bekannte Bandleader der neuen Jazzmusik war Buddy Bolden mit seiner Blaskapelle. Von ihm gibt es allerdings keine Tonaufnahme, da er 1907 in eine Nervenanstalt eingewiesen wurde, noch vor dem Zeitalter der Schallplattenaufnahmen. Jelly Roll Morton, ein erfolgreicher Barpianist, war ebenfalls ein Mitgestalter des frühen Jazz. Bestimmte Bandleader wie Buddy Bolden sollen markante Instrumentalisten mit einer sehr individuellen Tonbildung gewesen sein.

## Die Ära des Jazz
„Warum gibt es diese Jazzmusik und diese Jazzbands überhaupt? Man könnte genau so gut fragen, warum es Groschenromane und fetttriefende Krapfen gibt? Dies sind alles Manifestationen der untersten Schublade des menschlichen Geschmacks, die noch nicht vom Zivilisationsprozess weggeschwemmt wurden. Jazz gehört in den untersten Keller des Hauses der Musik, in das Dienstbotenzimmer des Rhythmus. Denn das Hauptproblem des Jazz ist unglücklicherweise seine Betonung des Rhythmus. Auf manche Naturen haben laute Geräusche und bedeutungsloser Krach einen erregenden, fast berauschenden Effekt, wie primitive Farben oder starke Parfums, der Anblick nackten Fleisches oder sadistischen Blutvergnügens.“

Seit ungefähr 1912 gingen Jazzbands aus New Orleans auf Tour – insbesondere die Gruppen von Bill Johnson, Tom Brown oder Freddie Keppard. Durch die damalige Rassentrennung waren Bands nach Hautfarben getrennt. In New Orleans gab es von Anfang an sowohl afroamerikanische als auch weiße Bands. Letztere spielten den etwas einfacheren Dixieland Jazz. Aus der Begegnung der Musikkulturen entstand eine Reihe neuer musikalischer Ausdrucksformen. Zuerst in New Orleans und entlang des Mississippi River, später in Chicago und anderen Metropolen der USA. Diese Großstädte verbuchten damals eine hohe Zuwanderung, vor allem von Afroamerikanern aus den Südstaaten, was zur Entwicklung des Jazz maßgeblich beitrug. Hinzu kam, dass die Behörden 1917 das Vergnügungsviertel Storyville, in dem viele Jazzmusiker bis dahin gute Auftrittsmöglichkeiten hatten, wegen Zwischenfällen mit der Marine schlossen.
Bekannt wurde die Musikrichtung durch die erste Jazz-Plattenaufnahme von 1917 mit der Original Dixieland Jass Band. Die meisten Amerikaner hatten bis dahin noch keinen Jazz gehört, der allerdings schon längst vielerorts gespielt wurde. Nach dieser ersten Aufnahme nahm der Jazz bald die Rolle der Alles dominierenden Musikrichtung ein, die er bis Mitte der 1950er Jahre behielt. Er verbreitete sich wie ein Flächenbrand. Der Jazz und seine Tänze – zunächst der Shimmy – wurden bald populär.
Es folgten schon bald viele weitere Aufnahmen. Die meisten, besser gesagt fast alle Aufnahmen des New Orleans Jazz bzw. des Dixieland, wurden nicht in New Orleans gemacht, sondern in Chicago, einige auch in New York. Viele Musikprofis aus dem Süden, allen voran Joe King Oliver und sein jüngerer Bandpartner Louis Armstrong gingen nach Norden. Die damalige Prohibition prägte die Kneipenszene in Chicago und damit die dortige Jazzkultur.
Armstrong ging 1924 für zwei Jahre nach New York um in Fletcher Hendersons Band zu spielen. Das veränderte den Jazz für immer. In New York schuf Armstrong den Swing. Seine Aufnahme des Songs Heebie Jeebies aus dem Jahr 1926 gilt als erste Aufnahme, die den Scatgesang nutzt. Zuvor hatte Armstrong die instrumentalen Soli zur Kunstform gemacht.

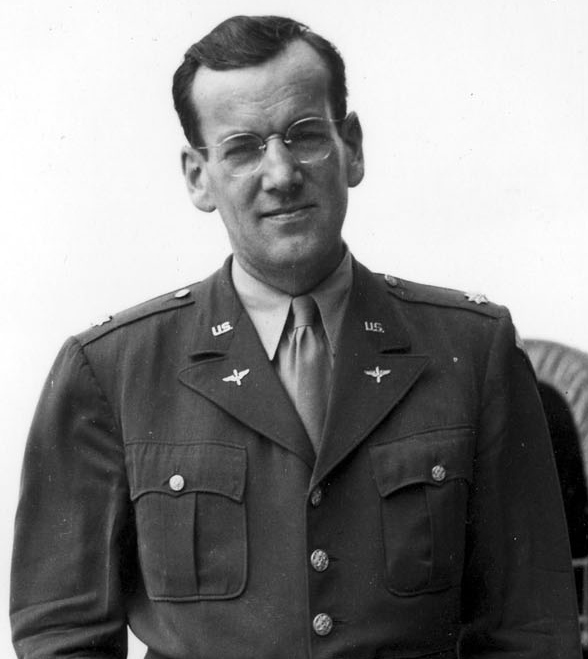
Glenn Miller

Die Swing-Ära von Ende der 1920er Jahre bis Anfang der 1940er Jahre ist die beim Publikum erfolgreichste Zeit des Jazz. Der Jazz hatte sich als Tanzmusik etabliert. Die zugehörigen Swing-Tänze (vor allem der Lindy Hop) waren sehr populär. In den späten 1930er Jahren entstand eine weitere Form des Swing; langsamer, romantischer und mit Gesang. Der Entwickler und erfolgreichste Bandleader dieses Stils war Glenn Miller. Er schaffte es, mit der veränderten Stilrichtung ein Publikum zu erreichen das mit der vorherrschenden Variante noch nichts anfangen konnte. Die Arrangements waren relativ festgelegt. Daher wurde viel diskutiert, ob der Swing den Namen Jazz überhaupt verdient. Auch während des Krieges, sogar an der Front, war diese Musik beliebt. Viele der damaligen Bandleader gingen damals zum Militär und gründeten dort Militärbands.
Mit dem Stomp wurde noch eine Variante des ursprünglichen Swing populär. Er wurde durch Count Basie aus Kansas City bekannt. Im Kansas City Jazz mit seinen robusteren Arrangements, die spontaneres Zusammenspiel erlaubte, wurde die Swingmusik der Bigbands revitalisiert. Lester Young, Herschel Evans, aber auch Coleman Hawkins machten das Saxophon, nach seinem Einsatz im Chicago Jazz, ein zweites Mal zum wichtigen Instrument. Mit Count Basie kam noch eine weitere neue Stilrichtung auf, die damals aber im Schatten der Trends stand. Sie hieß Mitternachtsjazz und ist die Vorläuferin des Bar Jazz. Es war eine sehr langsame und ruhige Musik mit Saxophon und Klavier als wichtige Instrumente.
1939 weigerte sich das Label Columbia, den rassistische Lynchmorde anprangernden Protestsong Strange Fruit aufzunehmen, den Billie Holiday dann bei dem kleinen Label Commodore veröffentlichte. Die Sängerin, die ihr Publikum betören, aber auch verwirren konnte, brachte die Widersprüche der USA zum Klingen. Den Versuch, die Rassendiskriminierung zu durchbrechen, machten Musiker 1935 in Philadelphia mit der Gründung einer afroamerikanischen Gewerkschafts-Ortsgruppe, der Union Local 274, American Federation of Musicians.

## Einschnitte

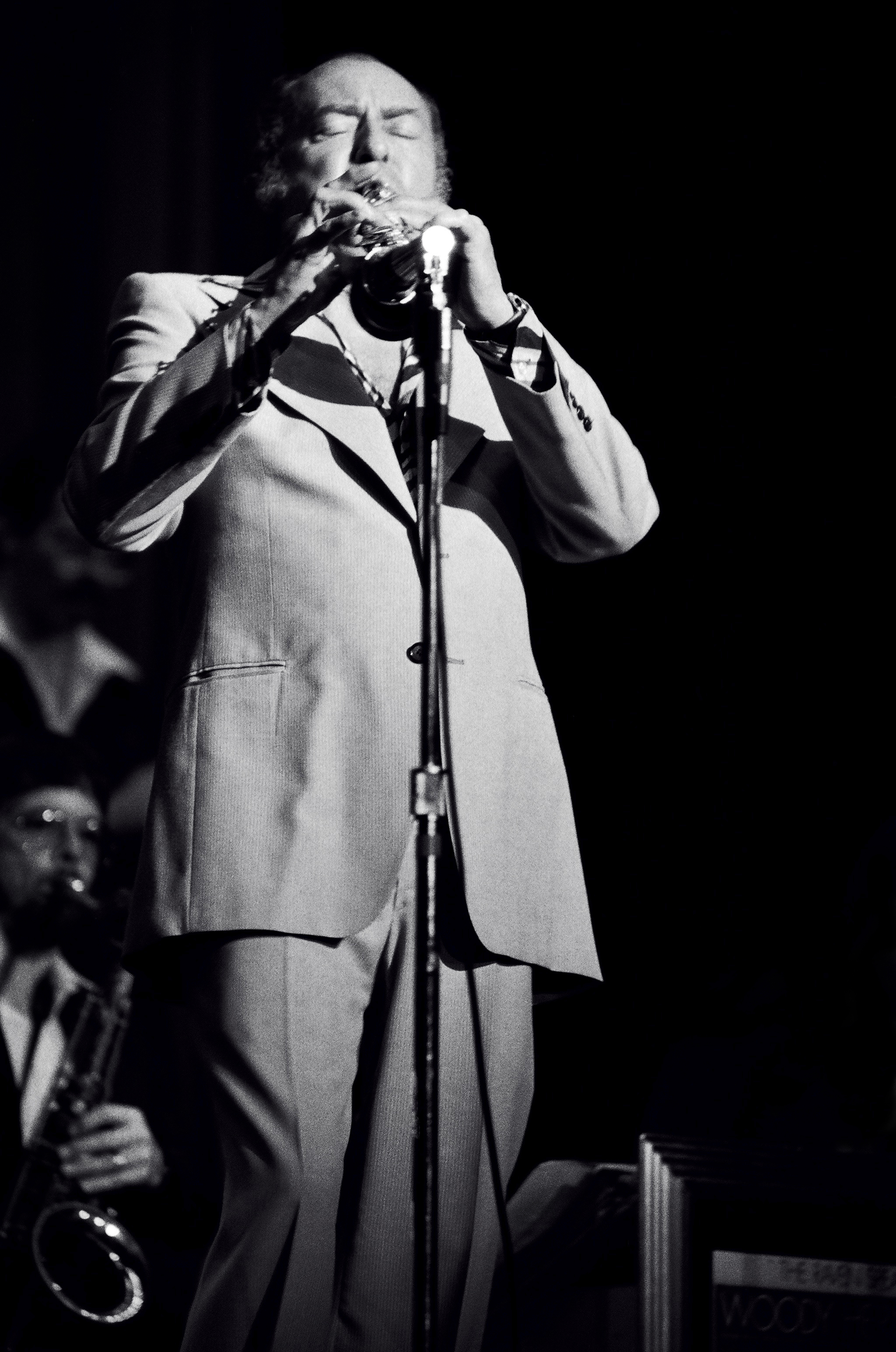
Woody Herman 1976

Anfang der 1940er Jahre, als der Swing noch dominierte, hatten Charlie Parker, Thelonious Monk, Dizzy Gillespie und weitere Musiker eine neue Richtung des Jazz entwickelt, die bald Bebop genannt wurde. Aufgrund eines Streiks der Gewerkschaften gegen die Plattenindustrie (recording ban) und weil er während des Krieges nicht im Radio gespielt wurde, blieb der Bebop zunächst ungehört. Ab 1943 wurde Bebop bekannt und spaltete die Jazzwelt. Es war ein noch schneller gespielter Stil mit noch wesentlich mehr Noten. Bandensembles, Zusammenspiel und Arrangements traten in den Hintergrund, Solisten und freie Improvisationen dominierten. Dieser Modern Jazz beruhte insbesondere auf gegenüber der bisherigen Harmonik „erweiterten“ Harmonien. Kritiker bemängelten unter anderem die fehlende Tanzbarkeit, und die Domäne dieser neuen Musikrichtung waren die aufblühenden Jazzclubs.
In den 1940er Jahren begann mit der Verbreitung von Heroin als Droge eine weitere Entwicklung, die sich fatal auf das Leben und Wirken vieler Jazzmusiker auswirken sollte (früher Tod, Gefängnisaufenthalte). Vielfach hatten Drogendelikte den Verlust der Auftrittslizenz in Clubs zur Folge mit entsprechenden Einkommenseinbußen. Marihuana-Konsum war insbesondere unter den Musikern des New Orleans Jazz weit verbreitet, hatte aber rechtlich ähnliche Folgen. Auch aus diesem Grund kam es in den 1950er Jahren zu einem Exodus wichtiger Jazzmusiker nach Europa, was häufig bedeutete, dass sie aus der Wahrnehmung des amerikanischen Publikums ganz verschwanden.
Durch den Krieg und den sich danach wandelnden Publikumsgeschmack (Sänger waren nach dem Krieg die Zugpferde der Unterhaltung) kam es bis Ende der 1940er Jahre zu einem großen Bigband-Sterben. Eine nicht zu unterschätzende Rolle spielte auch die während des Krieges eingeführte und auch danach fortbestehende 20 % Steuer auf Unterhaltungsveranstaltungen mit Tanz oder Gesang. Einige progressivere Bigbands wie die von Stan Kenton oder Woody Herman schlugen neue Wege mit komplexeren Arrangements ein.
Mit den Konzerten von Jazz at the Philharmonic gelangte der Jazz aus den Tanzsälen und Clubs in die großen Konzerthäuser. Die swingenden, wilden Jamsessions, die der Impresario Norman Granz unter diesem Titel als landesweite Tournee organisierte, wurden ab der zweiten Hälfte der 1940er zu einem wichtigen „Wanderzirkus“, dessen Mitwirkende sich um die Grenzen zwischen Swingjazz und Bebop nicht kümmerte. Musiker wie Oscar Peterson, Stan Getz oder Ella Fitzgerald wurden rasch landesweit bekannt.

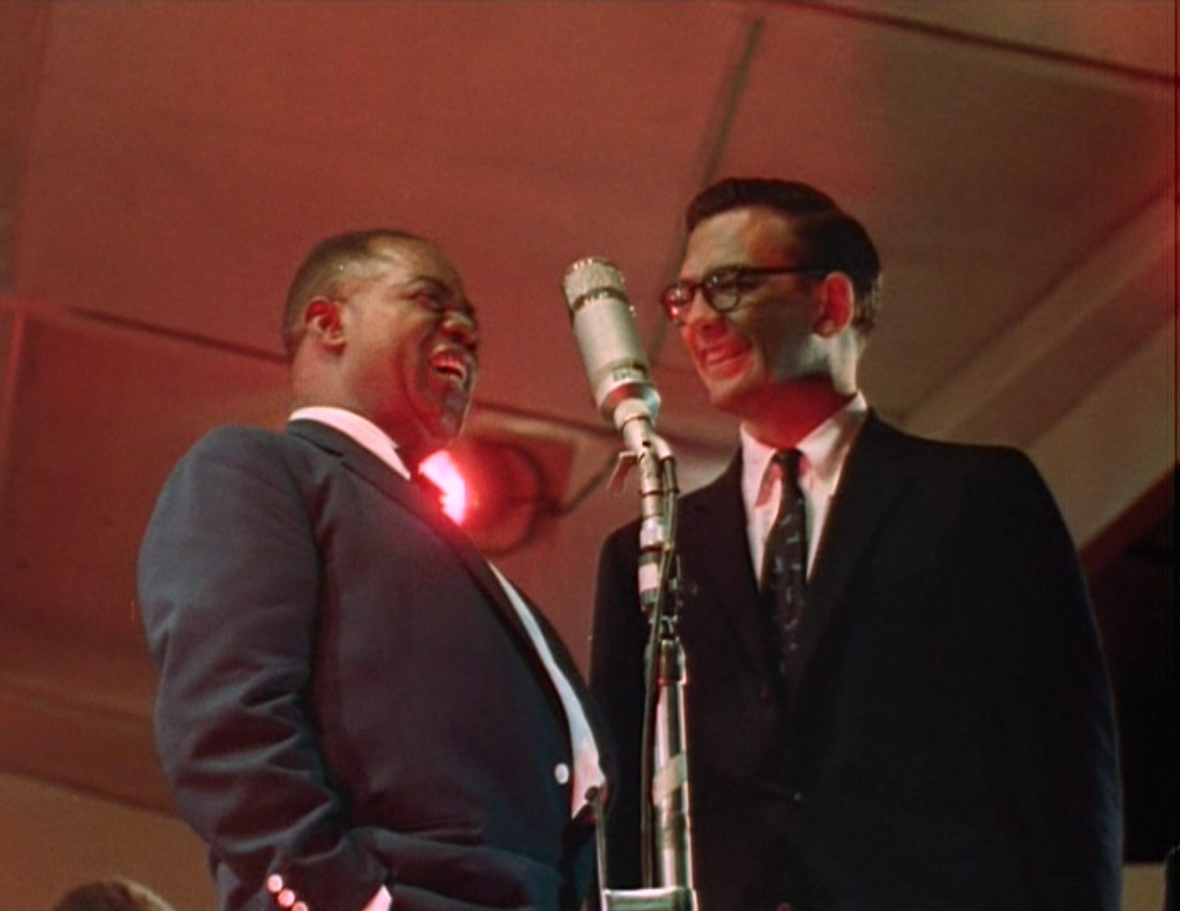
Louis Armstrong mit Willis Conover (rechts) beim Newport Jazz Festival 1958

Insbesondere mit Miles Davis’ Aufnahmen zu Birth of the Cool aus dem Jahre 1949 begann eine Gegenbewegung zum hektischen Bebop; der langsame und verträumt wirkende Cool Jazz entstand. Eine eher auf Unterhaltung setzende Variante des Cool Jazz entstand bei den Musikern, die in den Studios der Filmindustrie in Hollywood beschäftigt waren – der West Coast Jazz. In der Abgrenzung zum West Coast Jazz entwickelten afroamerikanische Musiker Mitte der 1950er Jahre den Hardbop.
Ab Mitte der 1950er Jahre schickte das State Department Jazzmusiker als Jazz Ambassadors, als musikalische Botschafter, in andere Länder. Willis Conover präsentierte den Jazz über die Voice of America auch im Ostblock.
Der größte Einschnitt in der Geschichte des Jazz kam von außen. Während der 1950er Jahre hatte sich aus dem Rhythm and Blues eine weitere Musikform entwickelt und wurde beim weißen Teil des Publikums immer beliebter; der Rock and Roll. Damit war Jazz nicht mehr die alleinige Populärmusik, er ging in der Öffentlichkeit langsam unter. Dies begünstigte, dass insbesondere für afroamerikanische Musiker die Auftrittsmöglichkeiten in den USA immer schlechter wurden. Auch angesichts der weiter bestehenden Rassentrennung ließen sich zahlreichen amerikanische Jazzmusiker wie beispielsweise Bud Powell in Europa, insbesondere in Paris, nieder.
Musiker des Hardbop entwickelten den Soul Jazz, mit dem versucht wurde, wieder eine Nähe zur Musik der afroamerikanischen Jugendlichen herzustellen. 1964 hatten die Beatles auch in den Vereinigten Staaten ihren Aufstieg; mit der Etablierung der Rockmusik war die Erfolgsära des Jazz endgültig beendet. In diesem Jahr landete einzig Louis Armstrong noch einen Hit mit dem Song Hello Dolly, der vor den Beatles auf Platz eins in den Charts stand. Im Laufe der 1960er Jahre schlossen alle legendären Jazzhallen. In den späten 1930er Jahren machten Jazz und Swing 70 % aller verkauften Schallplatten aus, Mitte der 70er waren es weniger als 3 %. 1975 erklärte Miles Davis den Jazz für tot und bezeichnete ihn darüber hinaus als "Museumsmusik".

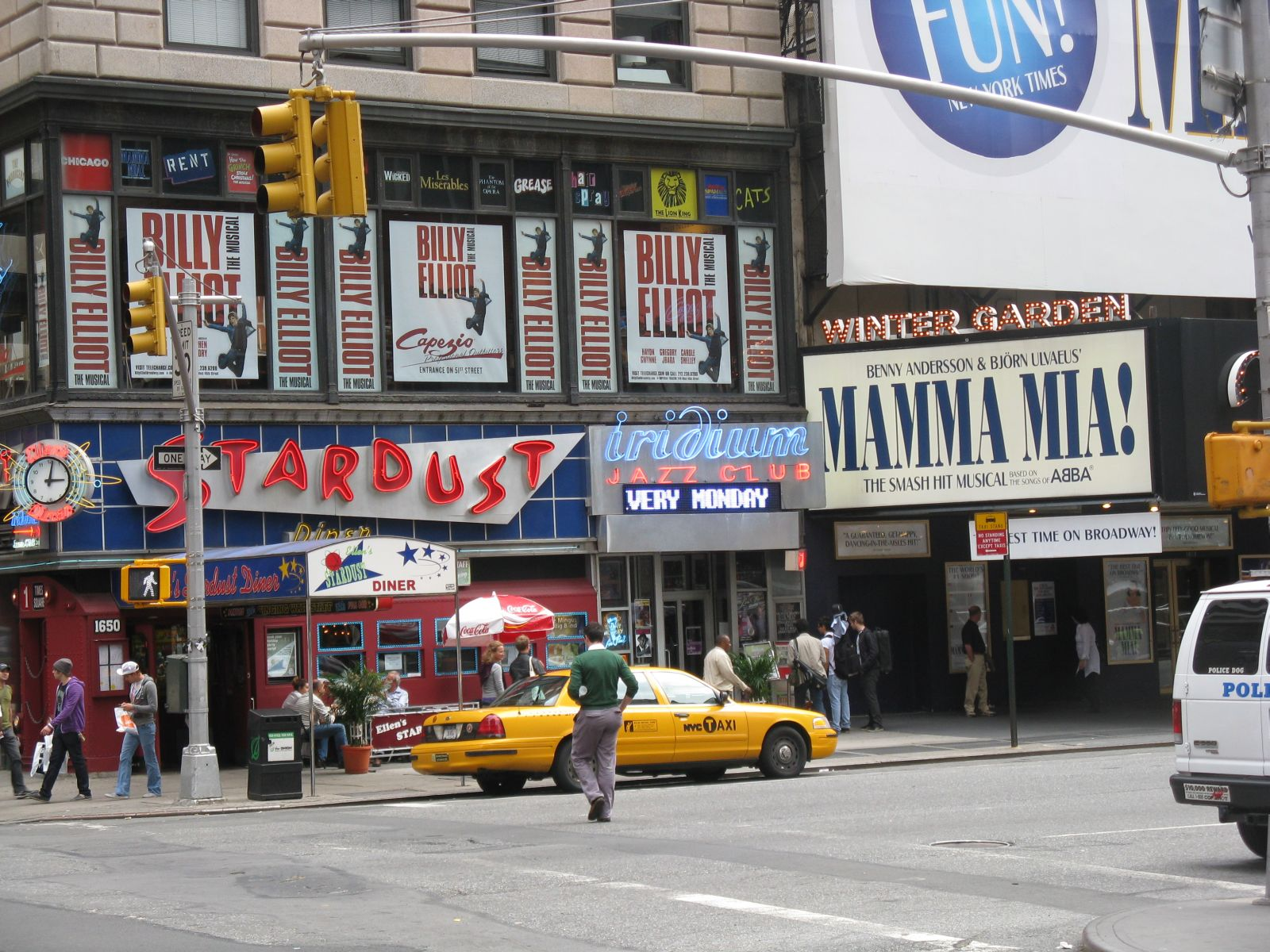
Iridium Jazz Club (New York)

Das Drängen der Plattenindustrie – insbesondere der Major Labels – veranlasste jedoch viele Jazzvokalisten, kommerzielles Material aufzunehmen; „schließlich entschloss man sich dazu, die Entscheidungsfreiheit auf Seiten der Künstler ebenso abzuschaffen wie auf Seite der Konsumenten“, schrieb Will Friedwald in seinem Buch Swinging Voices. Er gab die Meinung von Lew Tabackin wieder, der über seine Erfahrungen bei Aufnahmen bei Motown berichtete: „Alles musste austauschbar sein. Wenn eines der Mädchen Zicken machen sollte, konnte sie durch eine andere ersetzt werden, und niemand würde den Unterschied bemerken. Da war kein Platz für Jazz in ihrem Denken.“ Die Popmusik wurde von der jungen Garde erobert und der Jazz polarisierte sich in kommerziellem Funk auf der einen und anti-kommerziellem Free Jazz auf der anderen. „1962 entließ Creed Taylor Anita O’Day und Mel Tormé aus ihren Verve-Verträgen, und Atlantic machte das gleiche mit Chris Connor. 1965 nahm June Christy ihr letztes Album für Capitol auf, und Mark Murphy und Jackie Paris verließen das Land.“

## Neue Wege
Aus dem Cool Jazz entwickelten bestimmte Kreise der Jazz-Musiker in Verbindung mit dem Hardbop eine freiere experimentelle Spielrichtung. Sie wurde zunächst als Avantgarde bezeichnet, ihre Schaffer als Avantgardisten. In Werken wie We Insist! Freedom Now Suite findet sich eine politische und zugleich musikalische Rückbesinnung auf die musikalischen Traditionen Afrikas, die von Max Roach mit dieser Musik verbunden werden. Ähnlich arbeiteten auch Randy Weston und Melba Liston.
Ende der 1950er Jahre entstand der Free Jazz. Ornette Coleman war hier der bedeutendste Entwickler und neben John Coltrane der bekannteste Vertreter in den 1960ern. 1961 brachte Coleman die Platte "Free Jazz" auf den Markt. Beide Plattenseiten bestanden aus einem einzigen Titel. Dieser Musikstil hob alle musikalischen Gesetzmäßigkeiten auf und erlaubte den Musikern alles. Das löste in der Jazzwelt Diskussionen aus, da Jazz ja ohnehin schon als Inbegriff der Freiheit gesehen wurde. Beim breiten Publikum in den USA hatte Free Jazz – anders als in Europa (wohin die Musiker bald zum Geldverdienen auf Tournee gingen) – nur bedingt Erfolg. Dies mussten auch Vertreter einer freien Black Music erfahren, die ihre Musik dem afroamerikanischen Publikum in seinen Stadtteilen vorstellte: Einige dieser Musiker wurden beschimpft; einige wurden angespuckt; einige wurden attackiert, physisch ebenso wie von der schwarzen Presse; einige wurden mit Eiern und anderen Dingen beworfen. Die Association for the Advancement of Creative Musicians in Chicago hat daraus die Konsequenz abgeleitet, sich verstärkt um die schulische Musikausbildung der nachwachsenden Generationen zu kümmern.
Miles Davis stand der Avantgarde zunächst skeptisch gegenüber, näherte sich ihr aber schließlich an. Seit Mitte der 1960er verschmolzen Davis und andere Musiker wie Larry Coryell, John Klemmer, Tony Williams und Herbie Hancock die Riffs und Rhythmen der Rockmusik mit Jazzimprovisationen. In diesem Rockjazz wurden vorrangig elektrisch verstärkte Instrumente wie E-Gitarren und Synthesizer verwendet und auch die Blasinstrumente entsprechend verstärkt. Verglichen mit anderen Jazz-Aufnahmen dieser Zeit war der Rockjazz kommerziell sehr erfolgreich und erreichte noch einmal ein Massenpublikum – auch in der Jugendkultur. Beispielhaft hierfür steht nicht nur Davis, der im Fillmore East ebenso wie Rockgruppen auftrat, sondern auch die Gruppe Weather Report, die vor großem Publikum auftrat und entsprechende Plattenverkäufe erzielen konnte.

## Comeback des Jazz
1976 kehrte der in den USA nur wenig bekannte Jazz-Musiker Dexter Gordon nach 15 Jahren Aufenthalt in Europa zurück in die Vereinigten Staaten. Er spielte traditionellen Jazz mit Schwerpunkt auf Swing und mit Blues-Feeling. Bei seinen Auftritten hatte er großen Erfolg. Sein Album „Homecomming“ von 1977 wurde ein Renner. Daraufhin fanden sich in den US-amerikanischen Geschäften wieder Platten von Jazzgrößen wie Duke Ellington und vielen Anderen, die zuvor dort kaum noch erhältlich waren. Das gab der Jazzszene in den USA wieder Auftrieb. Seit dieser Zeit existiert der Jazz als eine zeitlose Musikrichtung neben anderen. Diese ist jedoch in den Radiosendern kaum noch vertreten – sieht man von Marian McPartlands Gesprächskonzerten mit wichtigen Musikern und den College-Sendern ab. In den Vereinigten Staaten wird in speziellen Radiosendern allerdings regelmäßig Smooth Jazz gespielt, eine in Europa fast nicht vertretene, eingängige Spielart des Jazz, die auf komplexe Improvisationen verzichtet.
In der Musikausbildung der amerikanischen Musikhochschulen und Konservatorien ist der Jazz mit eigenen Studiengängen anerkannt. In New York widmet sich die von Wynton Marsalis geleitete Jazz at Lincoln Center als gemeinnützige Einrichtung voll und ganz der Förderung der Jazzmusik als klassischer Musik Amerikas. Allerdings wird dort die Pflege des im Laufe der letzten hundert Jahre entstandenen Repertoires höher bewertet als die Fortentwicklung des Jazz.

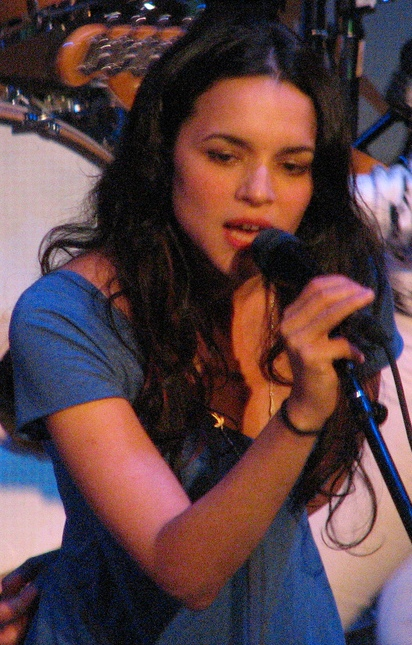
Norah Jones

Dabei ist die gegenwärtige stilistische Bandbreite und die Trennung in verschiedene Jazzszenen so groß wie nie zuvor. Veteranen wie Sonny Rollins und Keith Jarrett spielen nach wie vor auf hohem Niveau. David Murray führt die Errungenschaften des Jazz der späten 1960er in eine neoklassische Form. Der Gitarrist Pat Metheny ist nicht nur bei Jazzhörern erfolgreich. Der sehr der Tradition verbundene Trompeter Wynton Marsalis erlangte in den 1980er Jahren bedeutenden Einfluss; große Talente wie die Sängerin Cassandra Wilson und der Saxophonist James Carter geben dem Jazz neue Impulse. Gerade aber auch die zahlreichen Seitenarme der gegenwärtigen Jazzentwicklung, wie etwa die Downtown-Szene um Musiker wie John Zorn und Dave Douglas oder der Saxophonist Steve Coleman tragen zur Lebendigkeit des aktuellen Jazz bei.
Den größten Erfolg der jüngeren Jazzgeschichte hatte die Komponistin, Sängerin und Pianistin Norah Jones. Mit ihrem individuellen Pop-Jazz-Stil erhielt sie 2003 acht Grammys für ihr Album "Come Away With Me". Daneben wurde der Jazz über die Jahrzehnte mit verschiedenen Stilrichtungen kombiniert, zum Beispiel mit Hip-Hop. Ebenso wurde er in andere Stilrichtungen wie Pop und House integriert und trug zu deren Vielfalt bei.
Eine Begleiterscheinung dieser starken Diversifizierung ist jedoch auch, dass viele aktuelle Entwicklungen sowohl bei Kritik als auch Hörern teils heftig umstritten sind. So wird manchen Musikern sturer Traditionalismus vorgeworfen, während anderen vorgehalten wird, sich von den afro-amerikanischen Wurzeln des Jazz entfernt und damit wesentliche Elemente des Jazz aufgegeben zu haben. Diese Kontroversen führten dazu, dass die Gattungs-Bezeichnung Jazz äußerst unscharf geworden ist und entsprechend verschieden ausgelegt wird. Dabei ist der Begriff Jazz selbst nicht unumstritten. Nicholas Payton meinte 2011, ebenso wie ‚Amerika‘ sei auch ‚Jazz‘ eine Lüge. Daher wird von ihm und ähnlich auch von Orrin Evans vorgeschlagen, statt von Jazz von Black American Music zu sprechen, um einer ‚weißen‘ Inanspruchnahme der Musikrichtung entgegenzuwirken.